# Test standardizzato

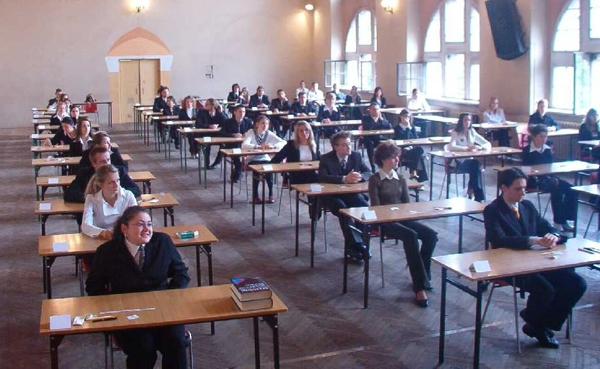
Studenti polacchi nell'aula dell'Esame di maturità. L'esame di maturità è standardizzato, affinché le università possano comparare i voti degli studenti provenienti da scuole diverse del paese.

Un test standardizzato è una prova che è effettuata e valutata in modo consistente o "standard" per tutti i partecipanti. I test standardizzati sono progettati in modo che le domande, le condizioni d'esame e l'attribuzione del punteggio finale siano le più simili ad uno standard predeterminato e coerente nella stessa sessione d'esame.
Questa standardizzazione avviene affinché i risultati siano utili alla presa di decisione sui candidati ad una prova: il test deve garantire nella miglior forma possibile una equanime scelta dei candidati ricevuti. 
Ogni tipo di test, sottoposto allo stesso modo a tutti i partecipanti è considerato un test standardizzato. L'opposto di test standardizzato è  test non-standardizzato.  I test non standardizzati si distinguono tipicamente per usare differenti tracce per i partecipanti oppure avere condizioni differenti a seconda del partecipante. Esempi di tali test sono quando domande diverse vengono sottoposte a diversi gruppi o quando gruppi diversi hanno un tempo diverso per completare il test, o anche quando la valutazione delle risposte non corrisponde ad un criterio comune a tutti i partecipanti (es, la stessa risposta considerata valida per uno studente e sbagliata per un altro).
Un test standardizzato è generalmente percepito come più giusto che un test non standardizzato. Avere criteri consistenti permette anche di giudicare meglio i partecipanti, confrontando i loro risultati su uno stesso metro.

## Storia

### Cina

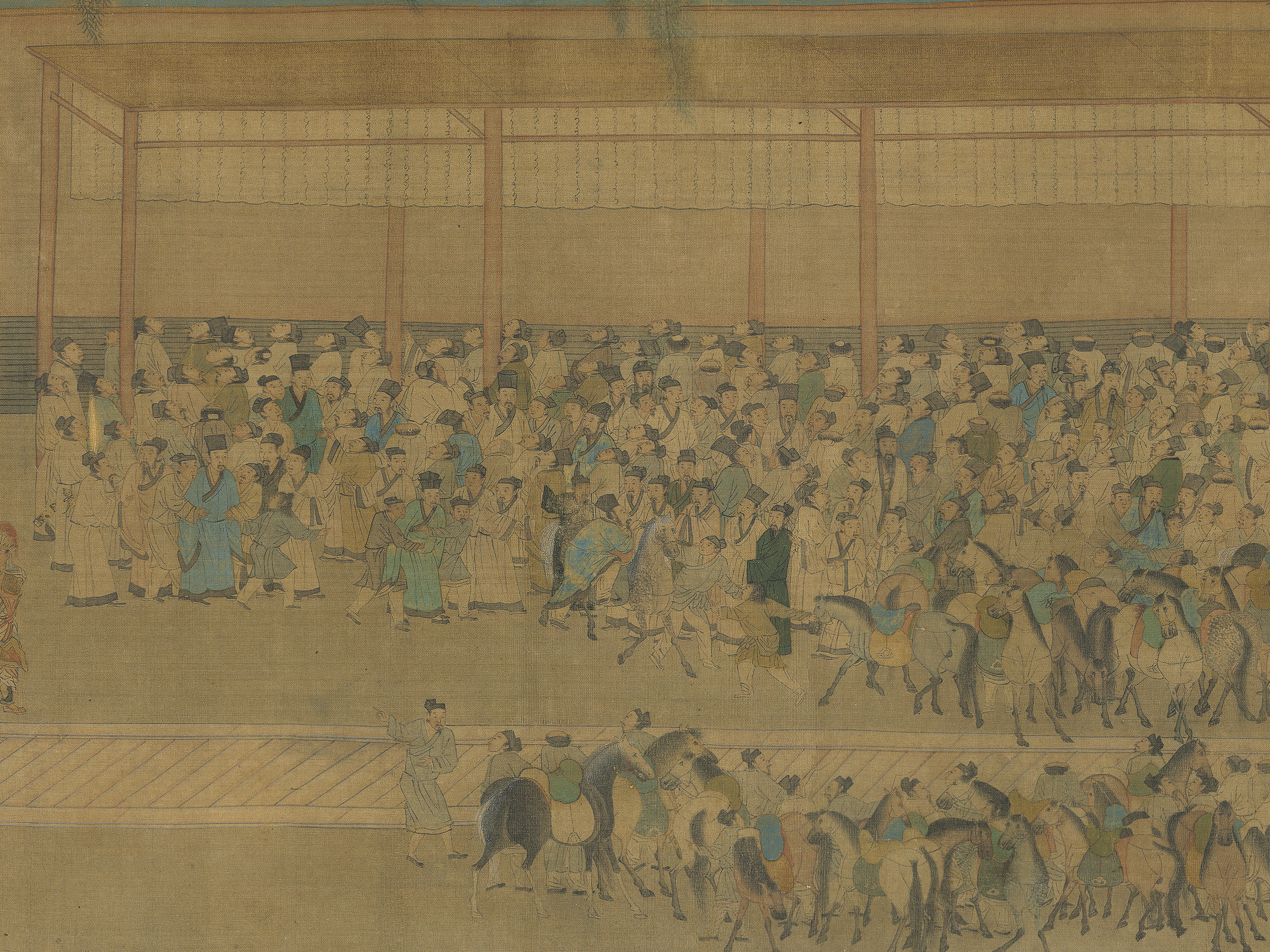
I candidati per l'esame imperiale si affollano attorno al muro dove sono stati resi noti i risultati. (1540 circa)

I primi esami standardizzati di cui si ha notizia sono gli esami imperiali in Cina, dove i candidati erano esaminati sulle Sei Arti, le quali includevano la musica, il tiro con l'arco, l'equitazione, l'aritmetica, la scrittura e la conoscenza di rituali e cerimonie. In seguito vennero aggiunti ai test delle sezioni sulla strategia militare, la legislatura, il sistema di tassazione, l'agricoltura e la geografia. Sotto questa forma, gli esami rimasero istituzionalizzati per oltre un millennio.
Il sistema di esami serviva inoltre a mantenere l'unità culturale e il consenso sui valori di base. L'uniformità dei contenuti degli esami significava che la classe dirigente attraverso tutta la Cina veniva formata agli stessi valori. Anche se solo una piccola percentuale (circa 5%) di coloro che sostenevano gli esami li passavano e ricevevano i titoli, lo studio, l'auto-indottrinamento e la speranza di un'eventuale vittoria ad un successivo esame serviva a sostenere gli interessi di coloro che li prendevano. Chi non riusciva a passare non perdeva ricchezza o la levatura sociale locale; come credenti dediti all'ortodossia confuciana, essi servivano, senza i benefici degli incarichi di stato, come insegnanti, patroni delle arti e gestori di progetti locali come opere di irrigazione, scuole o istituti caritatevoli.

### Europa
I test standardizzati sono stati introdotti in Europa all'inizio del XIX secolo, sul modello degli esami cinesi, dagli amministratori coloniali britannici. Secondo il console britannico a Guangzhou, Cina, Thomas Taylor Meadows, il collasso dell'impero britannico poteva essere fermato se test standardizzati fossero stati implementati attraverso l'impero. È stato quindi dal Regno Unito, grazie alla sua influenza sul Commonwealth e gli Stati Uniti, che i test standardizzati sono stati introdotti nel resto d'Europa durante la Rivoluzione industriale. L'incremento del numero di studenti scolarizzati per obbligo formativo e il conseguente aumento di scuole durante quel periodo, hanno spinto all'adozione di metodi di valutazione più obiettivi e rapidi da valutare. 
Prima della loro adozione, questo tipo di esame non era parte tradizionale dell'istruzione europea, basata sulla tradizione scettica datante dell'Antica Grecia, l'accademia occidentale preferiva esami non-standardizzati, come temi scritti dagli studenti o esami orali nel quale il dibattito con lo studente era possibile.

## Progettazione
I test standardizzati possono essere composti in diverse maniere: domande a risposte multiple, domande con risposta vero/falso, quesiti con tema o altre forme di esame. I quesiti a risposta multipla o a risposta vero/falso sono spesso scelti per questo tipo di esame poiché possono essere corretti rapidamente da una macchina. Alcuni test standardizzati hanno risposte brevi o composizioni scritte tipo tema alle quali un punteggio viene assegnato da valutatori indipendenti che usano linee guida o risposte prestabilite per valutare la prova.

## Critiche
Malgrado i numerosi vantaggi di equanimità, indipendenza e facilità di correzione e di confronto fra risultati, i test standardizzati non sono esenti da critiche.
Lo studio in vista di test a risposte multiple limiterebbe il normale apprendimento degli studenti, forzandoli a concentrarsi sul mandare giù a memoria delle risposte standard, senza allargare il proprio orizzonte né chiedersi la ragione di tale risposta. 
Un uso acritico dei test standardizzati è inappropriato perché i risultati degli studenti sono influenzati da quello che lo studente impara a scuola, quello che impara fuori dalla scuola e la sua innata intelligenza. La scuola ha il controllo solamente su uno di questi fattori ed è quello che questo tipo di test vuole valutare, tralasciando il resto.
La perdita di informazione è anche un motivo di critica dei test con risposte limitate. Nell'esempio qua a fianco, entrambe le risposte sono corrette e riscuotono lo stesso punteggio, ma una è evidentemente più informata dell'altra. Nella prima risposta, l'insegnante non sa come lo studente sia arrivato alla risposta corretta, cosa che invece è evidente nel secondo caso. Nel caso la risposta sia sbagliata, per lo stesso motivo, l'insegnante non sarà capace di capire se l'errore deriva da un errore grave oppure da una distrazione, valutando negativamente la risposta nel modo più severo.